# Norman Coburn
Norman Coburn es un actor australiano, más conocido por haber interpretado a Donald Fisher en la serie Home and Away.

## Biografía
Norman es padre de la actriz Nana Coburn.

## Carrera
El 17 de enero de 1988 se unió al elenco principal de la popular serie australiana Home and Away donde interpretó a Donald Fisher el esposo de Marilyn Chambers hasta el 11 de septiembre de 2007 luego de que su personaje decidiera mudarse con su nieto Sebastian Miller.  Por su papel en la serie Norman entró al libro de los récords Guinness en el 2002 junto a los actores Ray Meagher y Kate Ritchie.

## Filmografía
Series de televisión
| Año               | Serie                      | Personaje       | Episodios           |
| ----------------- | -------------------------- | --------------- | ------------------- |
| 2008              | The Hollowmen              | Jeff            | A Quiet January     |
| 1988 - 2005, 2007 | Home and Away              | Donald Fisher   | 1.087 episodios     |
| 1984              | Special Squad              | -               | Counterfeit Lady    |
| 1983              | Five Mile Creek            | Pasajero        | Making Tracks       |
| 1982              | 1915                       | -               |                     |
| 1982              | Sons and Daughters         | Fred Sykes      |                     |
| 1982              | A Country Practice         | Neville Roebuck | 2 episodios         |
| 1962              | The Andromeda Breakthrough | Extra           | Gale Warning        |
| 1962              | Suspense                   | Paramédico      | The Man in My Shoes |
| 1958              | Dixon of Dock Green        | Jimmy           | A Whiff of Garlic   |

Películas
| Año  | Título                        | Personaje     |
| ---- | ----------------------------- | ------------- |
| 1981 | A Step in the Right Direction | -             |
| 1965 | Tomorrow at Ten               | Secretario    |
| 162  | The Ghost Sonata              | Coffin Bearer |
| 1961 | On the Fiddle                 | -             |
| 1960 | A Circle of Deception         | Carter        |

Teatro
| Año        | Obra                     | Personaje | Director (a)   | Teatro                     |
| ---------- | ------------------------ | --------- | -------------- | -------------------------- |
| 2008       | Death of a Salesman      | -         | Sandra Bates   | York Theatre               |
| 2005       | The Retreat from Moscow  | -         | Mark Kilmurry  | Ensemble Theatre           |
| 2004       | Humble Boy               | -         | Sandra Bates   | -                          |
| 1992       | Married Together         | -         | -              | Seymour Downstairs Theatre |
| 1987       | The Diary of Anne Frank  | -         | Peter Williams | Phillip Street Theatre     |
| 1987       | Whose Life is it Anyway? | -         | Peter Williams | Phillip Street Theatre     |
| 1985       | Visitor From Mamaroneck  | -         | Charles Zara   | Genesian Theatre           |
| 1984       | Quartermaine's Terms     | -         | Brian Young    | Ensemble Theatre           |
| 1957       | The Relapse              | -         | -              | Royal Theatre              |
| 1957       | Hamlet                   | -         | -              | Royal Theatre              |
| 1955, 1956 | Happy Returns            | -         | -              | Phillip Street Theatre     |
| 1955       | The Rivals               | -         | J. Nevin Tait  | Royal Theatre              |